# Misumenops
Misumenops es un género común de araña cangrejo con más de 50 especies descritas.
La mayoría de las especies Misumenops, más de 80, han sido transferidas a 13 géneros: Ansiea, Demogenes, Diaea, Ebelingia, Ebrechtella, Henriksenia, Heriaeus, Mecaphesa, Micromisumenops, Misumena, Misumenoides, Misumessus y Runcinioides.

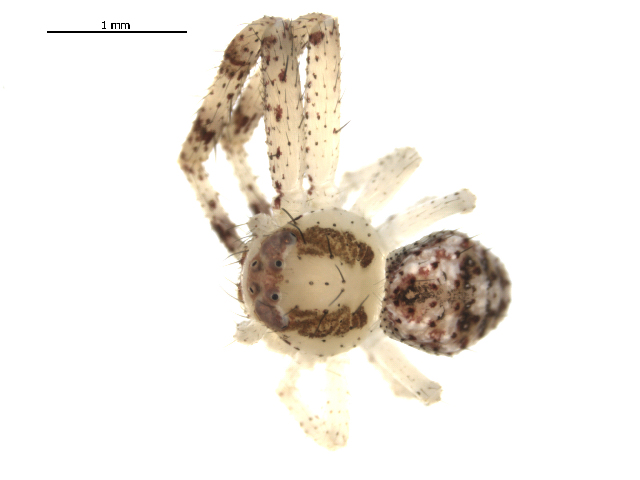
Misumenops bellulus

## Distribución
La mayoría de las especies de este género se encuentran en las Américas desde Canadá hasta Argentina, con solo algunas excepciones:
- Dieciséis especies se encuentran en Hawái, una (M. dalmasi) en las Islas Marquesas, una M. melloloitaoi en Tahití y una M. rapaensis en la Isla de Pascua.
- Hay dos especies (M. forcatus y M. zhangmuensis) en China, M. armatus en Asia Central, M. turanicus en Uzbekistán, M. khandalaensis en India, M. morrisi en Filipinas, M. nepenthicola en Singapur y Borneo.
- M. rubrodecoratus aparece en África, M. decolor solo en Etiopía.

## Nombre
El nombre del género se deriva del relacionado con la araña cangrejo, el género Misumena, y la operación de finalización griega "parece". Este final se usa a menudo para denotar géneros estrechamente relacionados o similares.

## Especies
Estas 58 especies pertenecen al género Misumenops a partir de 2018:
| - Misumenops anachoretus (Holmberg, 1876) i c g - Misumenops armatus Spassky, 1952 i c g - Misumenops bellulus (Banks, 1896) i c g b - Misumenops biannulipes (Mello-Leitão, 1929) i c g - Misumenops bivittatus (Keyserling, 1880) i c g - Misumenops callinurus Mello-Leitão, 1929 i c g - Misumenops candidoi (Caporiacco, 1948) i c g - Misumenops carneus Mello-Leitão, 1944 i c g - Misumenops conspersus (Keyserling, 1880) i c g - Misumenops consuetus (Banks, 1898) i c g - Misumenops croceus (Keyserling, 1880) i c g - Misumenops cruentatus (Walckenaer, 1837) i c g - Misumenops curadoi Soares, 1943 i c g - Misumenops delmasi Berland, 1927 i c g - Misumenops decolor (Kulczynski, 1901) i c g - Misumenops delmasi Berland, 1927 g - Misumenops fluminensis Mello-Leitão, 1929 i c g - Misumenops forcatus Song & Chai, 1990 i c g - Misumenops gibbosus (Blackwall, 1862) i c g - Misumenops gracilis (Keyserling, 1880) i c - Misumenops guianensis (Taczanowski, 1872) i c - Misumenops haemorrhous Mello-Leitão, 1949 i c g - Misumenops hunanensis Yin, Peng & Kim, 2000 c g - Misumenops ignobilis (Badcock, 1932) i c g - Misumenops iners (Walckenaer, 1837) c g - Misumenops khandalaensis Tikader, 1965 i c g - Misumenops lacticeps (Mello-Leitão, 1944) i c g - Misumenops lenis (Keyserling, 1880) i c g - Misumenops longispinosus (Mello-Leitão, 1949) i c g | - Misumenops maculissparsus (Keyserling, 1891) i c g - Misumenops melloleitaoi Berland, 1942 i c g - Misumenops mexicanus (Keyserling, 1880) i c g - Misumenops morrisi Barrion & Litsinger, 1995 i c g - Misumenops nepenthicola (Pocock, 1898) i c g - Misumenops ocellatus (Tullgren, 1905) i c g - Misumenops octoguttatus Mello-Leitão, 1941 i c g - Misumenops pallens (Keyserling, 1880) i c g - Misumenops pallidus (Keyserling, 1880) i c g - Misumenops paranensis (Mello-Leitão, 1932) i c g - Misumenops pascalis (O. P.-Cambridge, 1891) i c g - Misumenops punctatus (Keyserling, 1880) i c - Misumenops rapaensis Berland, 1934 i c g - Misumenops robustus Simon, 1929 i c g - Misumenops roseofuscus Mello-Leitão, 1944 i c g - Misumenops rubrodecoratus Millot, 1942 i c g - Misumenops schiapelliae Mello-Leitão, 1944 i c g - Misumenops silvarum Mello-Leitão, 1929 i c g - Misumenops spinifer (Piza, 1937) i c g - Misumenops spinitarsis Mello-Leitão, 1932 i c g - Misumenops spinulosissimus (Berland, 1936) i c g - Misumenops splendens (Keyserling, 1880) i c g - Misumenops temibilis (Holmberg, 1876) i c g - Misumenops temihana Garb, 2007 i c g - Misumenops turanicus Charitonov, 1946 i c g - Misumenops variegatus (Keyserling, 1880) i c g - Misumenops varius (Keyserling, 1880) i c - Misumenops zeugma Mello-Leitão, 1929 i c g - Misumenops zhangmuensis (Hu & Li, 1987) i c g |

Fuentes de dato: i = ITIS, c = Catálogo de Vida,  g = GBIF, b = Bugguide.net